# بطولة كأس العرب لكرة اليد
بطولة كأس العرب لكرة اليد نظمت اول بطولة عام 1975 من طرف الاتحاد العربي لكرة اليد توج المنتخب المصري  بلقب بطولة كأس العرب  في أول نسختين عامي 1975 و1977، فيما تناوب على حصد لقب النسخ الأربع التالية منتخب الكويت في عامي 1979 و1988 وتونس عامي 1986 و1993، وحقق المنتخب السعودي لقب البطولة في عام 1998، ثم الجزائر في نسخة عام 2000، وفاز المنتخب البحريني بلقب النسخة الأخيرة عام 2002.

## سجل التتويجات
| السنة | البلد المنظم     | البطل            | الوصيف           | الثالث  |
| ----- | ---------------- | ---------------- | ---------------- | ------- |
| 1975  | مصر              | مصر              | الكويت           | فلسطين  |
| 1977  | المغرب           | مصر              | المغرب           | العراق  |
| 1979  | الكويت           | الكويت           | العراق           | البحرين |
| 1986  | سوريا            | تونس             | سوريا            | الكويت  |
| 1988  | سوريا            | الكويت           | الجزائر          | سوريا   |
| 1993  | الأردن           | تونس             | سوريا            | الأردن  |
| 1998  | العربية السعودية | العربية السعودية |                  |         |
| 2000  | الأردن           | الجزائر          |                  |         |
| 2002  | الأردن           | البحرين          | العربية السعودية |         |
| 2025  | الكويت           | قطر              | البحرين          | الكويت  |

## التتويجات حسب البلد
| الترتيب | البلد    | عدد الألقاب | مركز الوصيف | المركز الثالث | المجموع |
| ------- | -------- | ----------- | ----------- | ------------- | ------- |
| 1       | مصر      | 2           |             |               |         |
| 2       | الكويت   | 2           |             |               |         |
| 3       | تونس     | 2           |             |               |         |
| 4       | السعودية | 1           |             |               |         |
| 5       | الجزائر  | 1           |             |               |         |
| 6       | البحرين  | 1           |             |               |         |
| 7       | قطر      | 1           |             |               |         |